# Dorte Lohse Rasmussen
Dorte Lohse Rasmussen, née le 16 mars 1971 à Silkeborg, est une coureuse cycliste danoise.

## Palmarès sur route
- 2003
  - 2e du championnat du Danemark sur route
- 2004
  - 2e du championnat du Danemark sur route
- 2005
  -  Championne du Danemark sur route
  -  Championne du Danemark du contre-la-montre
  - Hadsten
  - 2e étape du Tour de l'Aude cycliste féminin
  - 3e du Tour du Grand Montréal
- 2006
  - 4e étape de la Route de France féminine
  - 3e de Durango-Durango Emakumeen Saria
  - 3e du championnat du Danemark sur route
  - 3e du championnat du Danemark du contre-la-montre
- 2007
  - GP GFM Meccanica
  - 3e et 4e étapes de la Route de France féminine
  - 2e du championnat du Danemark sur route
  - 2e du championnat du Danemark du contre-la-montre
- 2008
  - Vittoria Cup
  - Gladsaxe CC
  - Fredericia GLS Pakke Shop Gadeløb
  - 3e étape de Vittoria Cup